# Invisible Sun
"Invisible Sun" é um single do grupo de rock The Police, lançado em setembro de 1981. A canção foi muito significativa para o baterista Stewart Copeland, natural de Beirute, cidade que foi pesadamente bombardeada na época em que a canção foi gravada.
Foi o primeiro single a ser lançado no Reino Unido do álbum Ghost in the Machine. Em todos os outros territórios, "Every Little Thing She Does Is Magic" foi escolhida como o single principal do álbum.  
Bono Vox, do grupo de rock U2, apresentou duetos da canção com Sting quando U2 e The Police vieram apresentar-se nos mesmos concertos: A primeira ocasião foi em 1982 num festival em Gateshead, Inglaterra, e duas subsequentes ocasiões aconteceram nas duas últimas apresentações da turnê A Conspiracy of Hope Tour, promovida pela Anistia Internacional em 1986.
O videoclipe de "Invisible Sun" apresenta uma coleção de videoclipes tomados do conflito na Irlanda do Norte. Devido a este assunto, o vídeo foi proibido pela BBC.

## Créditos
- Sting – vocal, teclados e contra-baixo
- Andy Summers – guitarras, efeitos
- Stewart Copeland – bateria

## Faixas
1. "Invisible Sun" – 3:35
2. "Shambelle" – 5:42

## Posição nas paradas musicais
| Parada (1981–82)               | Melhor posição |
| ------------------------------ | -------------- |
| Austrália (Kent Music Report)  | 89             |
| Irlanda (IRMA)                 | 5              |
| Países Baixos (Single Top 100) | 27             |
| Reino Unido (UK Singles Chart) | 2              |